# Departamento de Capital (kommun i Misiones)
Departamento de Capital är en kommun i Argentina.   Den ligger i provinsen Misiones, i den nordöstra delen av landet, 800 km norr om huvudstaden Buenos Aires. Antalet invånare är 323 739.
I omgivningarna runt Departamento de Capital växer huvudsakligen savannskog. Runt Departamento de Capital är det ganska glesbefolkat, med 29 invånare per kvadratkilometer.